# Scaphytopius nasutus
Scaphytopius nasutus är en insektsart som beskrevs av Van Duzee 1907. Scaphytopius nasutus ingår i släktet Scaphytopius och familjen dvärgstritar. Inga underarter finns listade i Catalogue of Life.